# Po nas choćby potop
Po nas choćby potop (fr. après nous, le déluge) – powiedzenie przypisywane Madame de Pompadour, kochance Ludwika XV, która w opinii ludu marnotrawiła pieniądze państwowe na huczne zabawy w Wersalu i nakłaniała króla do rozrzutności.
W rzeczywistości źródłem tych słów jest epigram Stratona z Sardes z ok. 125 n.e.: Pij i kochaj! Po śmierci niech moje kości potop pochłonie!